# Prelaz Jumen
Prelaz Jumen (poenostavljeno kitajsko: 玉门; tradicionalno kitajsko: 玉門關; pinjin: Yùmén Guān; ujgursko قاش قوۋۇق, latinizirano: Qash Qowuq), Žadasta vrata ali Prelaz Žadastih vrat je ime prelaza na trasi Velikega kitajskega zidu zahodno od Dunhuanga v današnji kitajski provinci Gansu. V času dinastije Han (202 pr. n. št. – 220 n. š.) je bil to prelaz, skozi katerega je potekala svilna pot, in je bila edina pot, ki je povezovala Srednjo Azijo z Vzhodno Azijo (Kitajsko), prvo imenovano Zahodne regije. Tik proti jugu je bil prelaz Janguan, ki je bil tudi pomembna točka na svilni poti. Ti prelazi, skupaj z drugimi kraji vzdolž svilne poti, so bili leta 2014 vpisani na Unescov seznam svetovne dediščine kot Silk Roads: the Routes Network of Chang'an-Tianshan Corridor. Prelaz je na nadmorski višini 1400 metrov.

## Etimologija
Čeprav se kitajski guan običajno prevaja preprosto kot 'prelaz', je njegov bolj specifičen pomen 'mejni prehod', da se razlikuje od navadnega prehoda skozi gore. Jumen guan 玉門關 in Jang guan 陽關 izhajata iz: ju 玉 = 'žad' + men 門 = 'vrata', 'vrata'; in jang 陽 = 'sončna stran', 'južna stran hriba', 'severna stran reke' in guan 關 = 'mejni prehod'.
Ne smemo ga zamenjati z mestom Jumen (玉門, dobesedno Žadasta vrata) v Gansuju na Kitajskem. Čeprav sta oba znotraj istega Džiučuan »mesta na ravni prefekture« (upravna enota z več okrožji) province Gansu, je prelaz Jumen približno 400 km zahodno od istoimenskega mesta.

## Zgodovina
Prelaz Jumen je bil eden najbolj znanih prelazov, ki vodijo proti severu in zahodu s kitajskega ozemlja. V zgodnjem Han obdobju je bila »obrambna črta vzpostavljena od Džiučuana ('Vinski vrelci') v koridorju Gansu zahodno do prelaza Žadasta vrata na njegovem koncu«.
Popotniki v 'zahodne regije' (西域, Xiyu) so zapustili Kitajsko skozi znameniti Jumenguan 玉門關 ali 'mejno postojanko Žadasta vrata', poimenovano po številnih karavanah z žadom, ki so šle mimo njega. Prvotna Žadasta vrata je postavil cesar Vudi (cesar Vu iz Hana) kmalu po letu 121 pr. n. št. in njihove ruševine je še vedno mogoče videti približno 80 kilometrov severozahodno od Dunhuanga, ki je bil do 6. stoletja zadnja postojanka na kitajskem ozemlju za karavane na njihovih dolgih poteh v Indijo, Partijo in Rimsko cesarstvo.
Ostanki teh dveh pomembnih vrat dinastije Han so približno 68 kilometrov narazen, na obeh koncih podaljška Dunhuang Velikega zidu. Do dinastije Tang, ko se vrata niso več uporabljala, so morale vse karavane, ki so potovale skozi Dunhuang, skozi ena od teh vrat, takrat najzahodnejših prelazov Kitajske. Jumenguan ležijo približno 80 kilometrov severozahodno od Dunhuanga. Prvotno so se imenovala 'Kvadratno mesto', a ker so velike karavane z žadom iz Khotana vstopale skozi njena portala, so postala znana kot prelaz Žadasta vrata. V 3. in 4. stoletju so Srednjo Azijo zajeli nemiri, ki so prekinili kopensko trgovino, pomorska pot preko Indije pa jo je začela izpodrivati. Do 6. stoletja, ko so karavane izbrale severno pot preko Hamija, je bil prelaz opuščen. Leta 1907 je Sir Aurel Stein našel bambusove lističe, ki so mesto poimenovali Jumenguan, leta 1944 pa so kitajski arheologi odkrili relikvije, ki so to potrdile. S svojimi 10 metrov visokimi stenami iz blata, ki so jih preluknjali štirje prehodi, je kvadratna ograja pokrivala več kot 600 kvadratnih metrov sredi neomejene puščave. Janguan leži 75 kilometrov jugozahodno od Dunhuanga, vendar je sestavljen le iz ruševin visokega svetilnega stolpa.— Bonavia & Baumer (2004), str. ;176, 178. Quoted in Hill (2009), str. 138.